# Star Cooperation
Die STAR COOPERATION, mit Hauptsitz in Böblingen, ist eine international agierende deutsche Unternehmensgruppe. Seit ihrer Gründung 1997 spezialisiert sie sich darauf, Unternehmen unterschiedlichster Größen und Branchen in der effizienten Planung, Gestaltung und Umsetzung von Projekten zu begleiten.
Ursprünglich wurde sie als hundertprozentige Tochtergesellschaft der Daimler-Benz AG ins Leben gerufen, bevor sie später privatisiert wurde. Heutzutage ist die STAR COOPERATION nicht nur in Deutschland, sondern auch in Nordamerika, Afrika und Asien präsent.

## Geschichte
Die STAR COOPERATION wurde im Jahr 1997 in Böblingen, Deutschland, von Prof. Dr. Alfred Neher gegründet und war anfangs eine hundertprozentige Tochtergesellschaft der Daimler-Benz AG.
Im Laufe der Jahre hat sich das Unternehmen darauf spezialisiert, Unternehmen unterschiedlicher Größe und Branche bei der effizienten Planung, Gestaltung und erfolgreichen Umsetzung von Projekten zu unterstützen. Zunächst lag der Schwerpunkt auf der Automobilindustrie, doch schnell erweiterte die Firma ihren Wirkungsbereich in andere Sektoren.
Das Jahr 2005 markierte einen Wendepunkt in der Unternehmensgeschichte, als die STAR COOPERATION ihre Unabhängigkeit zu 100 % erreichte und somit jeglichen Einfluss der Daimler-Benz AG hinter sich ließ.
Heutzutage agiert die STAR COOPERATION in einer breiten Palette von Branchen, darunter Automotive, Bahn- & Schienenverkehr, Baustoffzulieferung, Chemie, Energieversorgung, erneuerbare Energien, Handel, Hausgeräte, Hightech, Konsumgüter, Landmaschinen & -technik, Lebensmittel, Logistik & Transportwesen, Luft- & Raumfahrt, Maschinen- & Anlagenbau, Medizintechnik, Pharma und Telekommunikation.
Die globale Präsenz der STAR COOPERATION erstreckt sich nicht nur über Europa, sondern erstreckt sich auch über Nordamerika, Afrika und Asien. Dies unterstreicht das kontinuierliche Wachstum und den anhaltenden Erfolg des Unternehmens auf dem globalen Markt.
Seit Ende 2022 wird das Unternehmen von der geschäftsführenden Gesellschafterin Sofía Neher geleitet. Im Oktober 2023 wurde Jörg Gerstlauer als zweiter Geschäftsführer berufen.

## Leistungen
Die STAR COOPERATION deckt mit ihrer breiten Expertise eine Vielzahl von Branchen ab und bietet hierfür maßgeschneiderte Lösungen und Dienstleistungen. Die Leistungsfelder des Unternehmens erstrecken sich über verschiedene industrielle und technologische Bereiche:

### Consulting
Individuelle Beratungsdienstleistungen unterstützen Unternehmen in strategischen, organisatorischen und prozessualen Fragen, ergänzt durch spezialisierte Prozesse, Methoden und Tools für Bereiche wie Marketing, Vertrieb, Pricing-Modelle und Roll-Out-Begleitung.

### Elektronik
Tools für Mess- und Simulationstechnik, Steuerungstechnik, Werkstatt-Services und Energieversorgung sowie -management werden ergänzt durch spezialisierte Lösungen für die Elektronikentwicklung und -integration.

### Engineering
Von der Beratung über Entwicklung bis zur Fertigung von spezialisierten Lösungen entlang der Wertschöpfungskette, wobei der Fokus auf Technologie- und Entwicklungsprojekten, besonders im Automobilsektor, liegt. Die Kernkompetenzen umfassen Elektrik, Elektronik, Softwareentwicklung sowie Test und Validation.

### IT
Methoden und Produkte für die Digitalisierung von Geschäftsabläufen umfassen Softwarelösungen, IT-Infrastruktur-Dienstleistungen und Ansätze zur digitalen Transformation.

### Logistik
Effiziente Logistik- und Supply-Chain-Lösungen für eine Vielzahl von Branchen.

### Medien
Digitale Content-Erstellung kombiniert mit Marketing- und Kommunikationsdienstleistungen wie das Konzipieren, Gestalten, Produzieren, Steuern und Liefern von Medienprodukten.

## Standorte
Das Unternehmen unterhält Standorte auf mehreren Kontinenten:
In Europa ist es nicht nur in Deutschland mit Niederlassungen in Städten wie Berlin, Böblingen, Göppingen, Hamburg, Heimsheim, Ingolstadt, Karlsruhe, Kornwestheim, Ludwigsburg, Magdeburg, München, Neckarsulm, Obertürkheim, Sindelfingen und Stuttgart vertreten, sondern auch in Spanien mit Büros in Barcelona, Corró d’Avall und Madrid sowie in der Schweiz in Zug.
Auf dem afrikanischen Kontinent hat es einen Standort in Johannesburg, Südafrika. In Nordamerika ist das Unternehmen in den USA mit Büros in Atlanta und Vance vertreten, sowie in Mexiko in Aguascalientes. In Asien betreibt es Büros in Peking und Shanghai, China.

## Auszeichnungen
Die STAR COOPERATION genießt seit Jahren Anerkennung als „TOP Employer Automotive“. Im Ranking „Die besten Berater Deutschlands“ zählt sie im Bereich Vertrieb, After Sales & CRM zu den Spitzenberatungshäusern. Die wiederholte Finalteilnahme beim „Entrepreneur of the Year“ unterstreicht ihre unternehmerische Exzellenz. Das Magazin Focus-Spezial würdigte sie 2015 als einen der „besten Arbeitgeber Deutschlands“. Ebenso führte das Magazin stern sie 2020 in seiner Liste der „500 besten Arbeitgeber Deutschlands“ auf.